# Silnice I/17

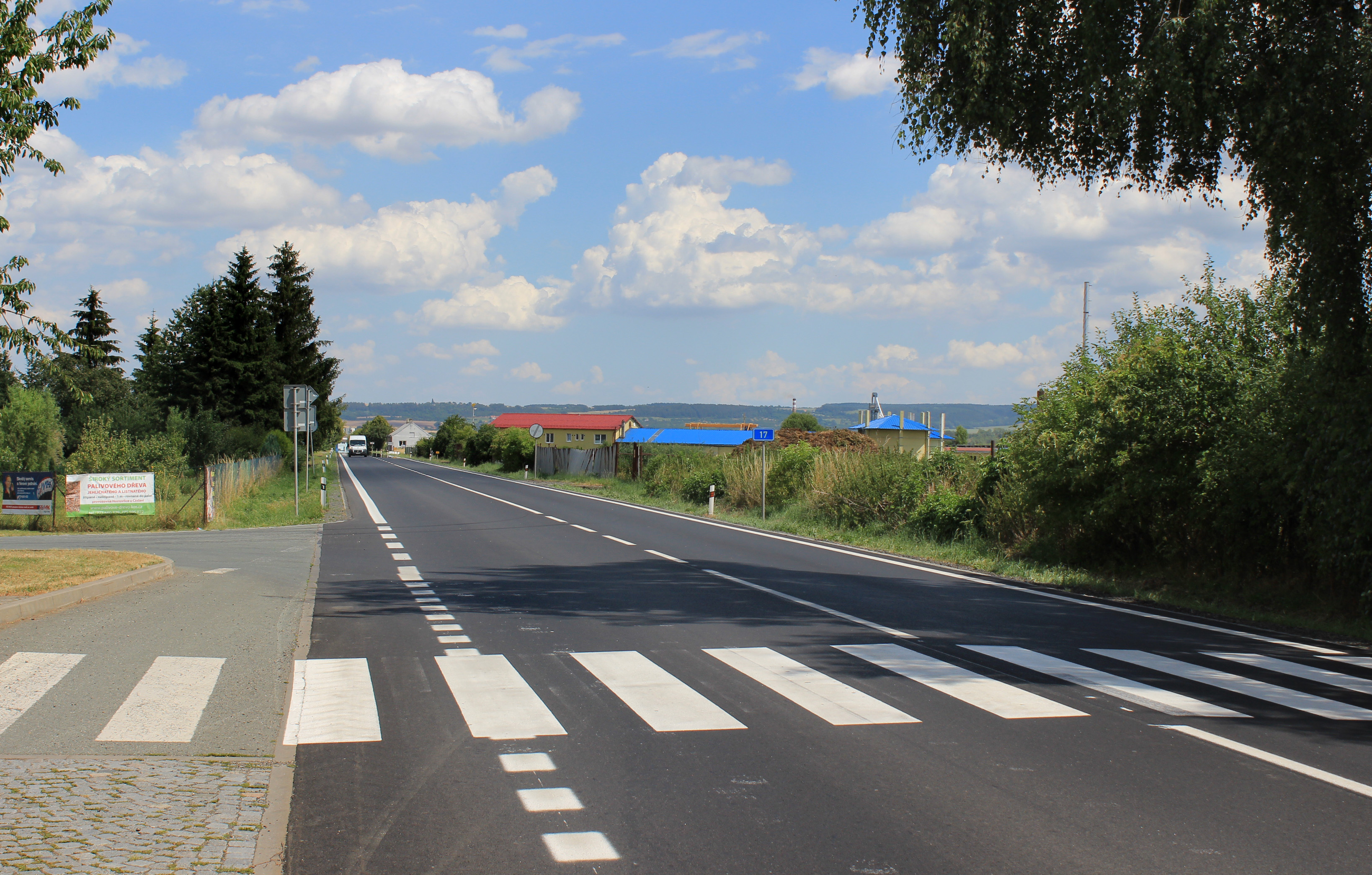
Silnice I/17 v Horních Bučicích

Silnice I/17 je silnicí první třídy spojující Čáslav s Chrudimí a silnicí I/35. Je dlouhá 57,063 km.
Před přečíslováním v roce 1998 byla ještě delší, úsek ze Štipoklas do Čáslavi byl tehdy přeřazen do II. třídy (dnes II/339).
Od prosince 2022 je v úseku z Ostrova do Zámrsku dočasně vedena také evropská silnice E442 kvůli napojení provizorně ukončené dálnice D35 mezi Ostrovem a Stradouní na silnici I/35 u Vysokého Mýta.

## Vedení silnice

### Středočeský kraj
- Čáslav, křížení s I/38 a II/337 (3 km)
- Koudelov, křížení s II/338 a III/33724 (2 km)
- Horní Bučice, křížení s III/33823 (1,5 km)
- Vrdy, křížení s III/33821, III/33725 a III/3386 (0,5 km)
- křížení s III/33731 (2 km)
- křížení s III/33730 (0,5 km)
- křížení s III/3387 (1 km)

### Pardubický kraj
- křížení s III/33729 (0,5 km)
- Podhořany u Ronova, křížení s III/33810 (3 km)
- Nový Dvůr, křížení s III/32211 a III/33742 (1 km)
- Bukovina u Přelouče (1,5 km)
- křížení s III/0175 (2 km)
- Stojice, křížení s III/33745, III/34213 a III/34212 (3 km)
- Přibylov, křížení s III/33744 a II/342 (1 km)
- Heřmanův Městec, křížení s III/33748, III/33749, III/3424 a III/3425 (1 km)
- křížení s III/32228, II/341 a III/3405 (1,5 km)
- křížení s III/3404 (2 km)
- Bylany, křížení s III/3403 a III/32232 (1,5 km)
- Markovice, křížení s III/32239 a III/34017 (2,5 km)
- Chrudim, křížení s III/34019, III/3581, III/3589 a III/34025 (1,5 km)
- křížení s III/3587 (2 km)
- křížení s III/3584 (1 km)
- křížení s III/34034 (0,5 km)
- Kočí, křížení s III/3583 (0,5 km)
- křížení s III/34037 (2,5 km)
- křížení s III/34036 a III/35811 (1,5 km)
- Hrochův Týnec, křížení a peáž s II/355, křížení s III/35821, III/32250 a III/32246 (2 km)
- Čankovice, křížení s III/3553 a III/32256 (1 km)
- křížení s III/32265 (1 km)
- Březovice, křížení s III/32264 a III/3556 (0,5 km)
- Holešovice, křížení s III/3559 (2,5 km)
- Městec, křížení s III/3561 s III/32271 (1,5 km)
- Ostrov, okružní křižovatka s přivaděčem na D35
- Ostrov, křížení s III/32273 (2,5 km)
- Ostrov, křížení s napojení na D35
- Stradouň, křížení s II/305 a III/3562 (1,5 km)
- křížení s III/30523 (1 km)
- křížení s III/30517 (1,5 km)
- Nová Ves, křížení s I/35 a III/3152

## Modernizace silnice
| Číslo | Název                    | Délka      | Kategorie | Zahájení výstavby | Uvedení do provozu | Křižovatky |
| ----- | ------------------------ | ---------- | --------- | ----------------- | ------------------ | ---------- |
| E70   | Heřmanův Městec – Bylany | 8,5–8,6 km | 9,5/70    | bude oznámeno     | bude oznámeno      |            |

## Související silnice III. třídy
- III/0171 odbočka na Zdeslavice (0,776 km)
- III/0172 Červené Janovice - Opatovice I- II/126 (4,224 km)
- III/0173 Vilémovice - Korotice - Březová (III/33711a) - II/126 (5,565 km)
- III/0174 odbočka na Třebonín (0,648 km)
- III/0175 odbočka na Holotín (0,7 km)